# Ото Сен Силпис
Ото Сен Силпис (фр. Hautot-Saint-Sulpice) насеље је и општина у северној Француској у региону Горња Нормандија, у департману Приморска Сена која припада префектури Руан.
По подацима из 2011. године у општини је живело 618 становника, а густина насељености је износила 72,45 становника/km². Општина се простире на површини од 8,53 km². Налази се на средњој надморској висини од 140 метара (максималној 148 m, а минималној 75 m).

## Демографија
| 1962. | 1968. | 1975. | 1982. | 1990. | 1999. | 2011. |
| ----- | ----- | ----- | ----- | ----- | ----- | ----- |
| 385   | 430   | 358   | 381   | 496   | 562   | 618   |

График промене броја становника у току последњих година